# 致命核料 (電影)
《致命核料》（英語：PU-239）是一部2006年的電影，由史考特·Z·柏恩斯導演，影片改編自 Ken Kalfus 的短篇小說《PU-239 and Other Russian Fantasies》（暫譯：鈽－239 與俄羅斯人的異想世界）。
在 2006 年的多倫多國際影展上，兩度以（提摩菲的半衰期）的標題出現在影展上，在那之後，才以 HBO 原創影片為名對外發行。

## 情節摘要
提摩菲（Timofey Berezin，由派迪·康斯丁飾演）在某個高度機密的鈽發電廠工作，這個發電廠的工作環境極為惡劣，位於莫斯科近郊的一個小城鎮上，這個秘密的小城鎮不存在於地圖上，而城鎮的居民大多是俄羅斯人。在這部電影開始的前幾分鐘，描述他為了阻止工廠的故障問題，不顧自己的生命危險，而暴露在輻射線的環境下。最後，殘酷的管理階層主張，他受到的輻射線測定值僅有 100 雷姆，並指責他的工作疏失，而不給他任何醫療費用與賠償。在一名同事的協助之下，告訴提摩菲整件事情的真相：實際上提摩菲受到的輻射線測定值高達 1000 雷姆（二戰時期的廣島居民所受到的輻射線測定值僅有 600 雷姆）。由於急性輻射中毒的影響，而受到的身體痛苦，他只有幾天的時間可以存活。
在提摩菲心愛的妻子瑪莉娜（Marina，由拉達·米契飾演），還未發覺提摩菲要即將死亡之前，他為了妻兒的將來，已自行啟程前往莫斯科，在途中，他攜帶了用小瓶裝的高純度鈽元素，這個鈽是隸屬於武器等級，這是他先前從工廠內偷取的。在莫斯科的黑市，他搭上了當地的小型幫派份子，謝夫（由奧斯卡·伊薩克飾演），並希望經由這個幫派份子找到鈽的買家。在蘇聯解體後的 1995 年，兩個黑道頭子（由 Nikolaj Lie Kaas 與 Steven Berkoff 飾演）在莫斯科建立的地下世界，包括當地的旅館、夜店並建立他們個人的私人皇宮。然而，提摩菲與謝夫兩人還未面臨到的危機是，他們正被兩名黑道頭子雙雙夾住，無法動彈。

## 電影獎項
- Eddie - 2008 年非商業性的最佳改編迷你影集
- Excellence in Production Design Award - 2008 年，電視影集（包括迷你影集）

## 外部連結
- Pu-239 / The Half-Life of Timofey Berezin
- HBO 的官方網站（台灣） （页面存档备份，存于）
- 互联网电影数据库（IMDb）上《PU-239》的资料（英文）
- 提摩菲的半衰期（The Half Life of Timofey Berezin） at the TIFF 2006 archival site.

1. . www.nowe.com.   [2025-02-22] （中文）.